# 巩县兵工厂
巩县兵工厂，是一座曾位于河南省巩县（今河南省巩义市）的兵工厂。1914年，时任中华民国总统袁世凯亲自筹划巩县兵工厂以图增强北洋军的军事实力，并且统一国内军火行业。巩县兵工厂始建于民国四年（1915年），由海军上将萨镇冰督办，招募德国与丹麦的军事工程师，并从英德引进制造技术。后来蒋中正成立国民政府后，巩县兵工厂就归属于国民政府行政院兵工署管理。1938年更名为“军政部兵工署第十一兵工厂”。抗日战争中遭到日军轰炸与占领以及国府迁台，此后逐渐淡出人们的视线。

## 历史
巩县地理位置优越，煤炭、铝土、粘土等资源充足。1915年，北京政府的兵工督办处决定在此建造一座以生产枪支弹药为主的大型军工厂，乃从德国、丹麦等国延请军事工程师，又从美国康乃狄克州的军工厂订购制造机器，还为了保护人员安全修建了一条10公里长、20米深的“防空洞”。1919年，巩县兵工厂正式投入生产，成为当时中国四大兵工厂之一。但是在袁世凯死后，军阀混战，与其余兵工厂一样，巩县兵工厂也成了军阀争夺的焦点。
中原大战后，中央军占领巩县，巩县兵工厂就此归属国民政府管理。1938年，巩县兵工厂遭日军飞机轰炸，制造步枪的第五厂成为废墟，全厂停工。1940年5月，枣宜会战失利。5月16日，第三十三集团军总司令兼第五战区右翼兵团总司令张自忠阵亡。6月12日，日军占领宜昌。巩县兵工厂奉命搬迁至重庆，由于宜昌被日军占领，巩县兵工厂未能全部移走。1948年，留在辰溪的部分工厂奉命迁到湖南株洲董家塅筹建新厂。随着第二次国共内战国军的失利，1949年5月19日，奉当时中华民国国防部联合勤务总司令部的命令，迁往武汉2000余名员工迁往海南岛榆林建厂，1950年3月榆林厂又迁往台湾高雄，并入第六十兵工厂。

## 旧址
在河南省巩义市现存原巩县兵工厂的旧址，地面建筑尚存大铁房10余间、水塔1座、烟囱2座（已改作他用），地下通道保存完好，但洞口已被堵塞。2000年9月，巩县兵工厂的旧址以“孝义兵工厂旧址”之名被公布为第三批河南省文物保护单位。